# Ichthyolariinae
Ichthyolariinae es una subfamilia de foraminíferos bentónicos de la familia Ichthyolariidae, de la superfamilia Robuloidoidea, del suborden Lagenina y del orden Lagenida. Su rango cronoestratigráfico abarca desde el Artinskiense (Pérmico Inferior) hasta el Albiense (Cretácico inferior).

## Clasificación
Ichthyolariinae incluye a los siguientes géneros:
- Austrocolomia †
- Bojarkaella †
- Cryptoseptida †
- Dentalinella †
- Frondiculinita †
- Frondina †
- Gerkeina †
- Grillina †
- Ichthyolaria †
- Involutaria †
- Marginulinita †
- Mesodentalina †
- Nodoinvolutaria †
- Paralingulina †
- Prodentalina †
- Protonodosaria †
- Pseudofrondicularia †
- Pseudotristix †

Otros géneros considerados en Ichthyolariinae y clasificados actualmente en otras familias son:
- Lingulonodosaria †, ahora en la Familia Nodosariidae.
- Paralingulina †, ahora en la Familia Plectofrondiculariidae.

Otros géneros considerados en Ichthyolariinae son:
- Frondinodosaria †, considerado sinónimo de Lingulonodosaria, también considerado en familia Geinitzinidae.
- Lingulinella †, aceptado como Lingulonodosaria.
- Geinitzinita †, considerado sinónimo de Grillina, también considerado en la familia Geinitzinidae.
- Ichthyofrondina †, también considerado en subfamilia Frondinidae.
- Kion †, aceptado como Austrocolomia.
- Langella †, considerado sinónimo de Cryptoseptida, también considerado en la familia Protonodosariidae.
- Multifarina †, aceptado como Pseudotristix.
- Neolangella †, considerado sinónimo posterior de Cryptoseptida, también considerado en la familia Protonodosariidae
- Neospandelina †, aceptado como Ichthyolaria
- Pachyphloides †, considerado sinónimo posterior de Cryptoseptida, también considerado en la familia Geinitzinidae.
- Padangia †, sustituido por Langella.
- Paralingulinella †, considerado nombre superfluo de Paralingulina.
- Pseudolangella †, considerado sinónimo de Cryptoseptida, también considerado en la familia Protonodosariidae.